# Firestone XR-9
Firestone XR-9, định danh công ty Model 45, là một loại trực thăng thử nghiệm của Hoa Kỳ trong thập niên 1940, do hãng Firestone Aircraft Company chế tạo cho Không quân Lục quân Hoa Kỳ. Chỉ có 2 mẫu được chế tạo (mẫu quân sự XR-9B và mẫu dân sự).

## Biến thể
Model 45B
Model 45C
Model 45C (revised)
Model 45D
Model 50.
XR-9
XR-9A
XR-9B
XH-9B

## Quốc gia sử dụng
Hoa Kỳ
Không quân Lục quân Hoa Kỳ

## Tính năng kỹ chiến thuật (XR-9B)
Dữ liệu lấy từ The Illustrated Encyclopedia of Aircraft (Part Work 1982-1985)
Đặc điểm tổng quát
- Kíp lái: 2
- Chiều dài: 27 ft 0 in (8.23 m)
- Đường kính rô-to chính:    28 ft 0 in (8.53 m)
- Chiều cao: 8 ft 6½ in (2.60 m)
- Trọng lượng có tải: 1750 lb (794 kg)
- Động cơ: 1 × Avco Lycoming O-290-7, 135 hp (101 kW) mỗi chiếc

Hiệu suất bay
- Vận tốc hành trình: 80 (xấp xỉ) mph (129 (xấp xỉ) km/h)
- Trần bay: 10.000 ft (3050 m)